# Gaios (Gemmenschneider)
Gaios (altgriechisch Γαῖος) war ein griechischer Gemmenschneider, der im 1. Jahrhundert v. Chr. tätig war.

## Werk
Von Gaios ist nur ein Granat erhalten, in den der Kopf des Hundes Sirius geschnitten ist, durch die große Tiefe des Schnitts scheint der Kopf fast freiplastisch aus dem Reliefgrund herauszutreten. Der Stein gilt als Meisterwerk des Tiefschnitts, da der bläuliche Schimmer des roten Granats an der Schnauze des Hundes zum Vorschein kommt, sodass diese feucht wirkt. Er wirkt „beim Betrachten gleichsam lebendig, der Kopf scheint sich hin und her, das aufgerissene Maul, in dem Zunge und Zähne sichtbar sind, auf und ab zu bewegen.“ Der Hund trägt das Stachelhalsband eines Hirtenhundes, dessen Stacheln den Kopf wie Strahlen umrahmen. Die Signatur des Künstlers ist mit dem Zusatz ΕΠΟΙΕΙ (epoiei, „gemacht von“) auf dem Halsband eingebracht.
Der Stein befindet sich im Museum of Fine Arts in Boston.
Der Gemmenschneider Lorenz Natter kopierte den Siriuskopf in seinem Werk, wobei er den Versuch unternahm, die antike Technik nachzuvollziehen.